# 扎里夫·拜古斯卡罗夫
扎里夫·扎基罗维奇·拜古斯卡罗夫（羅馬化：Zarif Zakirovich Bayguskarov；1967年6月30日—）俄罗斯政治人物，第七届和第八届国家杜马代表。
1998年，他被任命为乌法地方法院法官。2001年至2004年，他担任共和国首席法警。
2021年9月起，他代表统一俄罗斯党当选萨拉瓦特选区第八届国家杜马代表。在国家杜马，他被分配到生态、自然资源和环境保护委员会。

## 制裁
拜古斯卡罗夫于2022年因俄乌战争而受到英国政府制裁。